# Tratado de Kiel
El Tratado de Kiel fue un acuerdo internacional entre Suecia y Dinamarca-Noruega firmado el 14 de enero de 1814 en la ciudad de Kiel.
En virtud de este tratado, el reino danés, perdedor en las guerras napoleónicas, cedía Noruega al reino de Suecia a cambio de los territorios suecos de la Pomerania. Sin embargo, el tratado firmado en Kiel no entraría en vigor. La soberanía de Pomerania pasó a Prusia a cambio del Ducado de Lauenburgo para Dinamarca. Noruega declararía su independencia, adoptando su propia constitución y eligiendo al príncipe Cristián VIII de Dinamarca como rey. Tras una breve guerra con Suecia, Noruega aceptó la entrada en una «unión personal» con Suecia en la Convención de Moss el 14 de agosto. El tratado de Kiel no incluía las antiguas posesiones noruegas de Groenlandia, Islandia y las islas Feroe, que permanecieron bajo control danés.
Heligoland ocupada desde 1807, seguiría en poder del Reino Unido.

## Los Reinos Unidos de Suecia y Noruega
Al oír las noticias sobre el tratado, el príncipe del reino danés-noruego Christian Frederik, virrey de Noruega, fundó un movimiento independentista noruego, aunque se cree que la intención subrepticia del mismo era la reunificación de Noruega con Dinamarca. El movimiento tuvo éxito, en parte debido al apoyo clandestino de la corona danesa, aunque también por el fuerte deseo de independencia de la población noruega. El 10 de abril, se reunía una asamblea nacional en Eidsvoll con el fin de decidir una constitución para el país. Noruega declaró su independencia el 17 de mayo de 1814, eligiendo a Christian Frederik como rey. Tras la posterior guerra con Suecia, Christian sería derrocado y sustituido por Carlos XIII de Suecia, creándose la unión entre Suecia y Noruega.